# Роберт Грем
Роберт Грем (англ. Robert Graham, 3 грудня 1786 — 7 серпня 1845) — британський (шотландський) ботанік, професор ботаніки, лікар, доктор медицини.

## Біографія
Роберт Грем народився у місті Стерлінг 3 грудня 1786 року.
Після вивчення медицини в Единбурзькому університеті та Університеті Глазго він практикував протягом декількох років у Глазго. У 1820 році Грем став професором ботаніки в Единбурзькому університеті, а також став лікарем у Royal Infirmary of Edinburgh. Як викладач ботаніки він досяг справедливого успіху, та Королівський ботанічний сад Единбурга процвітав завдяки його турботі. Грем опублікував ряд ботанічних робіт, в основному описуючи нові види, в «Edinburgh New Philosophical Magazine», «Curtis's Botanical Magazine» та «Companion to the Botanical Magazine». Роберт Грем зробив значний внесок у ботаніку, описавши багато видів рослин. Серед рослин, які він описав, був австралійський чагарник Lasiopetalum macrophyllum.
Роберт Грем помер у Пертширі 7 серпня 1845 року після тривалої хвороби.

## Наукова діяльність
Роберт Грем спеціалізувався на насіннєвих рослинах.
Роберт Грем був першим президентом Ботанічного товариства Шотландії.